# Cantuaria gilliesi
Cantuaria gilliesi là một loài nhện trong họ Idiopidae.
Loài này thuộc chi Cantuaria. Cantuaria gilliesi được Octavius Pickard-Cambridge miêu tả năm 1878.